# Thienemanniola ploenensis
Thienemanniola ploenensis är en tvåvingeart som beskrevs av Jean-Jacques Kieffer 1921. Thienemanniola ploenensis ingår i släktet Thienemanniola och familjen fjädermyggor. Arten har ej påträffats i Sverige. Inga underarter finns listade i Catalogue of Life.